# Arrondissement Quimper
Das Arrondissement Quimper ist ein Verwaltungsbezirk im französischen Département Finistère in der Region Bretagne. Es umfasst 82 Gemeinden. Hauptort (Sitz der Präfektur) ist Quimper.

## Kantone
Das Arrondissement untergliedert sich in 11 Kantone:
| - Briec (mit 5 von 18 Gemeinden) - Concarneau - Crozon (mit 1 von 18 Gemeinden) - Douarnenez - Fouesnant - Moëlan-sur-Mer | - Plonéour-Lanvern - Pont-l’Abbé - Quimper-1 - Quimper-2 - Quimperlé |

## Gemeinden
Die Gemeinden (INSEE-Code in Klammern) des Arrondissements Quimper sind:
| 1. Arzano (29002)                | 2. Audierne (29003)                 | 3. Bannalec (29004)             | 4. Baye (29005)              | 5. Bénodet (29006)            |
| 6. Beuzec-Cap-Sizun (29008)      | 7. Briec (29020)                    | 8. Cléden-Cap-Sizun (29028)     | 9. Clohars-Carnoët (29031)   | 10. Clohars-Fouesnant (29032) |
| 11. Combrit (29037)              | 12. Concarneau (29039)              | 13. Confort-Meilars (29145)     | 14. Douarnenez (29046)       | 15. Edern (29048)             |
| 16. Elliant (29049)              | 17. Ergué-Gabéric (29051)           | 18. La Forêt-Fouesnant (29057)  | 19. Fouesnant (29058)        | 20. Gouesnach (29060)         |
| 21. Goulien (29063)              | 22. Gourlizon (29065)               | 23. Guengat (29066)             | 24. Guiler-sur-Goyen (29070) | 25. Guilligomarc’h (29071)    |
| 26. Guilvinec (29072)            | 27. Île-de-Sein (29083)             | 28. Île-Tudy (29085)            | 29. Le Juch (29087)          | 30. Kerlaz (29090)            |
| 31. Landrévarzec (29106)         | 32. Landudal (29107)                | 33. Landudec (29108)            | 34. Langolen (29110)         | 35. Locronan (29134)          |
| 36. Loctudy (29135)              | 37. Locunolé (29136)                | 38. Mahalon (29143)             | 39. Melgven (29146)          | 40. Mellac (29147)            |
| 41. Moëlan-sur-Mer (29150)       | 42. Névez (29153)                   | 43. Penmarch (29158)            | 44. Peumerit (29159)         | 45. Pleuven (29161)           |
| 46. Plobannalec-Lesconil (29165) | 47. Plogastel-Saint-Germain (29167) | 48. Plogoff (29168)             | 49. Plogonnec (29169)        | 50. Plomelin (29170)          |
| 51. Plomeur (29171)              | 52. Plonéis (29173)                 | 53. Plonéour-Lanvern (29174)    | 54. Plouhinec (29197)        | 55. Plovan (29214)            |
| 56. Plozévet (29215)             | 57. Pluguffan (29216)               | 58. Pont-Aven (29217)           | 59. Pont-Croix (29218)       | 60. Pont-l’Abbé (29220)       |
| 61. Pouldergat (29224)           | 62. Pouldreuzic (29225)             | 63. Poullan-sur-Mer (29226)     | 64. Primelin (29229)         | 65. Primelin (29228)          |
| 66. Querrien (29230)             | 67. Quimper (29232)                 | 68. Quimperlé (29233)           | 69. Rédené (29234)           | 70. Riec-sur-Bélon (29236)    |
| 71. Rosporden (29241)            | 72. Saint-Évarzec (29247)           | 73. Saint-Jean-Trolimon (29252) | 74. Saint-Thurien (29269)    | 75. Saint-Yvi (29272)         |
| 76. Scaër (29274)                | 77. Tourch (29281)                  | 78. Treffiagat (29284)          | 79. Tréguennec (29292)       | 80. Trégunc (29293)           |
| 81. Tréméoc (29296)              | 82. Tréméven (29297)                | 83. Tréogat (29298)             | 84. Le Trévoux (29300)       |                               |

## Neuordnung der Arrondissements 2017

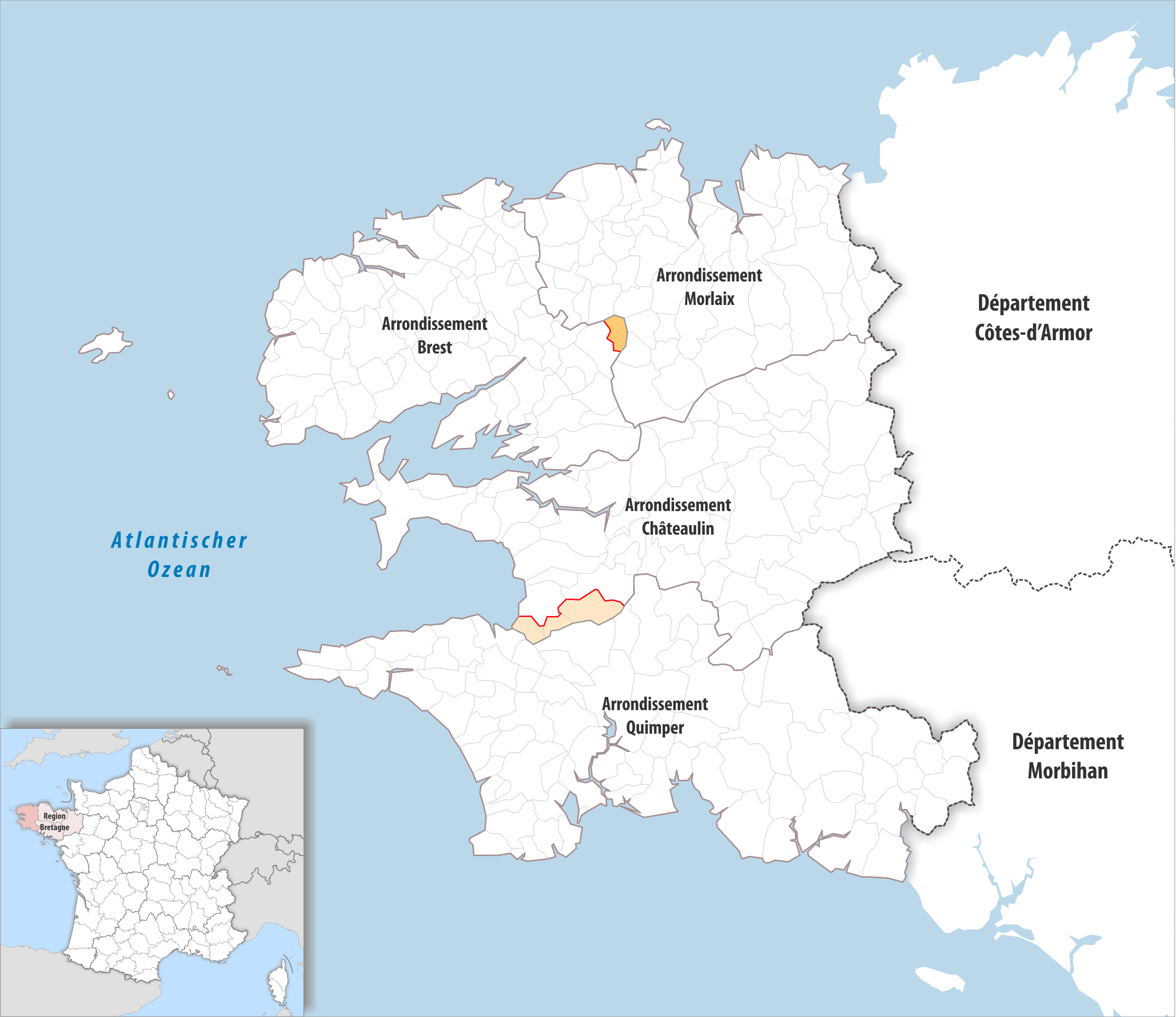
Arrondissementsanpassungen im Jahr 2017

Durch die Neuordnung der Arrondissements im Jahr 2017 wurden die drei Gemeinden Kerlaz, Locronan und Quéménéven aus dem Arrondissement Châteaulin dem Arrondissement Quimper zugewiesen.

## Ehemalige Gemeinden seit der landesweiten Neuordnung der Kantone
bis 2016: Esquibien